# Thanadon Supaphon
Thanadon Supaphon (thailändisch ธนดล ศุภผล, * 16. Dezember 2000), auch als Film bekannt, ist ein thailändischer Fußballspieler.

## Karriere
Thanadon Supaphon stand die Saison 2019 beim BG Pathum United FC unter Vertrag. Der Verein aus Pathum Thani spielte in der zweiten thailändischen Liga, der Thai League 2. Fü BG stand er viermal in der zweiten Liga auf dem Spielfeld. Am Ende der Saison feierte er mit BG die Meisterschaft und den Aufstieg in die erste Liga. Nach dem Aufstieg ging er zum Drittligisten Raj-Pracha FC. Mit dem Verein aus der Hauptstadt Bangkok spielte er in der Western Region der dritten Liga. Hier wurde man Vizemeister und stieg anschließend in die zweite Liga auf. Nach dem Aufstieg wechselte er nach Chiangmai zum Zweitligisten Chiangmai FC. Bis Jahresende absolvierte er drei Zweitligaspiele. Im Januar 2022 unterschrieb er in Chanthaburi einen Vertrag beim Drittligisten Chanthaburi FC. Mit dem Verein spielte er 28-mal in der Eastern Region der Liga. Am Ende der Saison 2022/23 wurde er mit Chanthaburi Vizemeister der Liga und qualifizierte sich somit für die Aufstiegsspiele zur zweiten Liga. Hier belegte man den zweiten Platz und stieg somit in die zweite Liga auf. Nach dem Aufstieg verließ er den Verein und schloss sich im Juli 2023 dem Zweitligisten Samut Prakan City FC an. Für den Verein aus Samut Prakan bestritt er zehn Ligaspiele. Im Sommer 2024 wurde sein Vertrag nicht verlängert. Im August 2024 nahm ihn der Zwangsabsteiger Chiangmai FC unter Vertrag. Mit dem Verein aus Chiangmai spielt er in der Northern Region der Liga. Nach der Hinrunde, in der er sechs Ligaspiele bestritt, wurde sein Vertrag Anfang Dezember 2024 nicht verlängert. Im Januar 2025 verpflichtete ihn der in der Eastern Region spielenden Navy FC. Am Ende der Saison 2024/25 feierte er mit dem Verein die Meisterschaft der Region.

## Erfolge
BG Pathum United FC
- Thailändischer Zweitligameister: 2019  ▲

Raj-Pracha FC
- Thai League 3 – West: 2020/21 (Vizemeister)  ▲

Chanthaburi FC
- Thai League 3 – East: 2022/23 (Vizemeister)  ▲

Navy FC
- Thai League 3 – East: 2024/25